# Zlatan Čop
Zlatan Čop (Sisak, 6. travnja 1905. – Zagreb, 26. studenoga 1977.), hrvatski zagonetački velemajstor i stihotvorac, još za života proglašen doajenom jugoslavenske enigmatike (u Vinkovcima 1969.). Počevši u zagrebačkom »Ilustrovanome listu« 1918., za pedesetogodišnjeg zagonetačkog stvaralaštva objavljivao je u gotovo svim hrvatskim i jugoslavenskim zagonetačkim listovima, ukupno više od 5000 zagonetki različitih vrsta, ponajviše stihotvornih zagonetki. Tvorac je učahurene premetaljke.
Godine 1956. postao je prvakom Jugoslavije u enigmatici, a 1975. i posmrtno 1978. dobitnikom Goranove zagonetačke nagrade. Svoje male zagonetke ukoričio je 1969. u monografiji »Izabrane zagonetke«. Bio je članom kultnog bjelovarskog »Čvora« od njegovih početaka te je često objavljivao u istoimenom listu. Potpisivao se imenom ili inicijalima.